# Хойссер, Роберт
Роберт Хойссер (нем. Robert Häusser; 8 ноября 1924, Штутгарт, Германия — 5 августа 2013, Мангейм, Германия) — немецкий фотограф.

## Биография
Хойссер родился и вырос в Штутгарте. С 1941 по 1942 год он обучался в местном колледже графического дизайна. С 1944 по 1945 год был солдатом, а уже в 1946 году трудился на ферме у родителей в районе Бранденбурга. В 1950 году Хойссер начал свое обучение в школе прикладных искусств в Ваймаре. В 1952 году совершил переезд в Мангейм где открыл свою фотостудию. В 1969 году Роберт стал соучредителем ассоциации свободных фотодизайнеров. Хойссер также принимал активное участие в культурно-политической жизни Германии. Он был членом ассоциации художников, академии творческих искусств в Мангейме, «Darmstadt Secession». А в Немецком обществе фотографов он был вице-президентом. Хойссер зарабатывал на жизнь тем, что публиковал множество иллюстрированных сборников, которые посвящал ландшафтам и городам, параллельно работая художником. Однако главной целью был творческий поиск себя, который можно разделить на несколько периодов его жизни.